# 2010 في تركيا
فيما يلي قوائم الأحداث التي وقعت خلال عام 2010 في تركيا.

## أحداث
- 8 مارس – زلزال تركيا 2010

## رياضة
- 1 يناير – بطولة كأس العالم لكرة السلة 2010 الفائز منتخب الولايات المتحدة لكرة السلة.
- 30 مايو – جائزة تركيا الكبرى 2010 الفائز لويس هاملتون.

## أفلام
من الأفلام التي صدرت هذه السنة في تركيا:
- 1 يناير – الوداع من إخراج زولفو ليفانيلي.
- 1 يناير – خمس مآذن في نيويورك من إخراج محسون قرمز غل.

## برامج ومسلسلات وأنمي
- على مر الزمان
- ما ذنب فاطمة جول؟
- عشق وجزاء
- الصفوف الخلفية
- العشق الممنوع
- الأوراق المتساقطة
- بائعة الورد
- إيزيل

## وفيات

### فبراير
- 7 فبراير – إيلخان أرسل (مواليد 1920) حقوقي تركي.

### مايو
- 31 مايو – سيتين طوبق أوغلو (مواليد 1956)
- 31 مايو – سيفديت كيليقلر (مواليد 1972) صحفي تركي.

### يوليو
- 4 يوليو – فوسون أكاتلي (مواليد 1944)

### أغسطس
- 26 أغسطس – سولماز أونايدن (مواليد 1942) دبلوماسية تركية.

### أكتوبر
- 15 أكتوبر – دنيز سوم (مواليد 1953) صحفية تركية.